# Paus Leo VIII
Leo VIII (Rome, geboortedatum onbekend - aldaar, 1 maart 965) was tegenpaus van 4 december 963 tot 26 februari 964 en paus van 23 juni 964 tot zijn dood op 1 maart 965. Het is onduidelijk of het gaat om een echte dan wel om een tegenpaus, afhangende van het feit of zijn voorganger paus Johannes XII al dan niet akkoord was gegaan met zijn afzetting. Leo werd tot paus verkozen toen hij nog leek was, maar werd enkele dagen nadien tot bisschop gewijd. Leo was een instrument van keizer Otto I en toen die noordwaarts trok, installeerde paus Johannes XII zich terug als paus. Na de dood van paus Johannes XII en de afzetting van paus Benedictus V in juni 964, werd Leo de echte paus.
Cursief: tegenpaus